# Lepidophloios
Il lepidofloio (gen. Lepidophloios) è una pianta estinta, appartenente alle licofite. Visse nel Carbonifero (330 - 300 milioni di anni fa) e i suoi resti sono stati ritrovati in Europa e in Nordamerica.

## Descrizione
Di grandi dimensioni, questi alberi erano superficialmente molto simili al più noto Lepidodendron. Alcune caratteristiche, però, distinguevano nettamente i due generi: Lepidodendron era dotato di cuscinetti fogliari fusiformi o quadrati, con le cicatrici fogliari vere e proprie che emergevano dal centro; Lepidophloios, invece, possedeva cuscinetti fogliari romboidali (ad es. Lepidophloios laricinum) o allungati (come in L. scoticum), sempre molto prominenti, e la cicatrice era situata all'estremità del cuscinetto. Come in Lepidodendron, le foglie erano inserite a spirale e il tronco si biforcava solo all'estremità superiore. I coni (del tipo Halonia) si sviluppavano da rami modificati ed erano anch'essi disposti a spirale. Infine, mentre Lepidodendron poteva superare l'altezza di 40 metri, Lepidophloios raggiungeva un'altezza compresa generalmente tra i 10 e i 20 metri.

## Classificazione
Il lepidofloio è un tipico rappresentante delle lepidodendrali, un gruppo di piante licofite che nel corso del Carbonifero e del Permiano raggiunsero dimensioni gigantesche. Lepidophloios era una delle più diffuse, insieme al già citato Lepidodendron e a Sigillaria. Tra le specie più note, da ricordare Lepidophloios halli, L. protuberans, L. fuliginosus e le già citate L. scoticum e L. laricinum.